# دایسوکه یوکویاما
دایسوکه یوکویاما (انگلیسی: Daisuke Yokoyama؛ زادهٔ ۲۹ مهٔ ۱۹۸۳) بازیگر، و خواننده اهل ژاپن است.